# Hinterer Seelenkogel
Hinterer Seelenkogel är en bergstopp i Österrike på gränsen till Italien. Den ligger i distriktet Imst och förbundslandet Tyrolen, i den västra delen av landet. Toppen på Hinterer Seelenkogel är 3 469 meter över havet.
Den högsta punkten i närheten är Hochwilde, 3 482 meter över havet, sydväst om Hinterer Seelenkogel.
Trakten runt Hinterer Seelenkogel består i huvudsak av kala bergstoppar och isformationer.